# Gackt
GACKT CAMUI (en japonès ガクト, o GACKT CAMUI 神威楽斗) és actualment un dels cantants de J-Rock més famosos. Va néixer a Okinawa un 4 de juliol de l'any 1973, aproximadament.
GACKT, a part de ser cantant i músic –toca tota mena d'instruments, des de piano fins a bateria -, és model de passarel·les, actor i model per a videojocs.
S'ha caracteritzat sempre per dir que va néixer el 4 de juliol de 1540, i que és un vampir.
Va saltar a la fama com a vocalista al grup de Visual-Kei anomenat Malice Mizer, on va pertànyer-hi entre els anys 1995 i 1999. L'any 1999 va deixar la banda per diferències amb els productors i va començar una carrera en solitari molt exitosa. Actualment és un dels artistes més famosos de tot Japó, i els seus fans es compten a tot arreu. Ell anomena als seus fans "Dears".
Encara que no ha revelat mai el seu nom vertader, es rumoreja que podria ser Satoru Okabe (岡部悟, Okabe Satoru). Mesura 1,80m i el seu grup de sang és A.

## Discografia

### Àlbums
- MARS (2000)
- Rebirth (2001)
- MOON (2002)
- Crescent (2003)
- THE SIXTH DAY ~singles collection~ (2004)
- THE SEVENTH NIGHT ~unplugged~ (2004)
- Love Letter (2005)
- DIABOLOS (2005)

### Singles
- (1999.07.09) Mizérable
- (1999.08.11) Vanilla
- (1999.09.03) Remix of Gackt EP
- (2000.02.09) Mirror
- (2000.02.16) OASIS
- (2000.03.08) 鶺鴒〜seki-ray〜 [Sekireiseki-ray]
- (2000.08.30) 再会〜Story〜 [SaikaiStory]
- (2000.11.16) Secret Garden
- (2001.03.14) 君のためにできること [Kimi no tame ni dekiru koto]
- (2001.09.05) ANOTHER WORLD
- (2001.12.16) 12月のLove song [Juunigatsu no Love Song]
- (2002.03.20) Vanilla
- (2002.04.24) 忘れないから [Wasurenai kara]
- (2002.11.27) 12月のLove song
- (2003.03.19) 君が追いかけた夢 [Kimi ga oikaketa yume]
- (2003.06.11) 月の詩 [TSUKI no UTA]
- (2003.06.25) Lu:na/OASIS
- (2003.11.12) Last Song
- (2003.12.03) 12月のLove song
- (2004.10.27) 君に逢いたくて [Kimi ni aitakute]
- (2004.12.14)12月のLove song
- (2005.01.26) ありったけの愛で [Arittake no ai de]
- (2005.04.27) BLACK STONE
- (2005.05.25) Metamorphoze～メタモルフォーゼ～
- (2005.08.10) 届カナイ愛ト知ッテイタノニ抑エキレズニ愛シ続ケタ･･･ [Todokanai ai to shitteita no ni osaekirezu ni aishitsuzuketa …]
- (2006.01.25) REDEMPTION
- (2006.03.01) Love Letter/Dybbuk
- (2006.12.13) 12月のLove song - Complete Box [3]
- (2007.02.07) 野に咲く花のように No ni Saku Hana no Yo Ni [4]